# Bois d'Inde
Bois d'Inde är ett berg i Dominica.   Det ligger i parishen Saint Patrick, i den södra delen av landet, 10 km sydost om huvudstaden Roseau. Toppen på Bois d'Inde är 337 meter över havet. Bois d'Inde ligger på ön Dominica. Det ingår i Grande Soufrière Hills.
Terrängen runt Bois d'Inde är kuperad. Havet är nära Bois d'Inde söderut.  Närmaste större samhälle är Roseau, 9,6 km nordväst om Bois d'Inde. 